# Makaringen
Makaringen är en våtmark, tidigare sjö i Tingsryds kommun i Småland och ingår i Ronnebyåns huvudavrinningsområde. Sjön har en area på 0,115 kvadratkilometer och ligger 141,1 meter över havet. Sjön avvattnas av vattendraget Lillån.

## Delavrinningsområde
Makaringen ingår i det delavrinningsområde (626707-146527) som SMHI kallar för Utloppet av Kinnen. Medelhöjden är 147 meter över havet och ytan är 28,75 kvadratkilometer. Det finns inga avrinningsområden uppströms utan avrinningsområdet är högsta punkten. Lillån som avvattnar avrinningsområdet har biflödesordning 2, vilket innebär att vattnet flödar genom totalt 2 vattendrag innan det når havet efter 42 kilometer. Avrinningsområdet består mestadels av skog (66 procent) och jordbruk (10 procent). Avrinningsområdet har 1,94 kvadratkilometer vattenytor vilket ger det en sjöprocent på 6,8 procent. Bebyggelsen i området täcker en yta av 0,7 kvadratkilometer eller 2 procent av avrinningsområdet.